# Darby O'Gill and the Little People
Darby O'Gill and the Little People (br A Lenda dos Anões Mágicos; pt O Senhor da Terra) é um filme estadunidense de 1959 produzido pela Walt Disney Pictures e dirigido por Robert Stevenson, com roteiro baseado nos livros Darby O'Gill and the Good People e The Ashes of Old Wishes And Other Darby O'Gill Tales, de Herminie Templeton Kavanagh.

## Sinopse
Um velho irlandês adora contar histórias. Certa vez ele cai num poço e vai parar no fantástico reino habitado por pequenas criaturas, os duendes, que lhe concedem três desejos. Quando conta aos amigos o que aconteceu, ninguém acredita nele pensando tratar-se de mais uma de suas muitas histórias.

## Elenco
- Albert Sharpe...Darby O'Gill
- Janet Munro...Katie O'Gill
- Sean Connery...Michael McBride
- Jimmy O'Dea...Rei Brian
- Kieron Moore...Pony Sugrue
- Estelle Winwood...Widow Sheelah Sugrue
- Walter Fitzgerald...Lord Fitzpatrick
- Denis O'Dea...Padre Murphy
- J.G. Devlin ....... Tom Kerrigan
- Jack MacGowran ....... Phadrig Oge
- Farrell Pelly ....... Paddy Scanlon
- Nora O'Mahoney ....... Molly Malloy (como Nora O'Mahony)